# Europese weg 713
De Europese Weg 713 of E713 is een Europese weg die loopt van Valence in Frankrijk naar Grenoble in Frankrijk.

## Algemeen
De Europese weg 713 is een Klasse B-verbindingsweg en verbindt het Franse Valence met het Franse Grenoble en komt hiermee op een afstand van ongeveer 80 kilometer. De route is door de UNECE als volgt vastgelegd: Valence - Grenoble.